# 尻屋崎
座標: 北緯41度25分50秒 東経141度27分44秒 / 北緯41.43056度 東経141.46222度

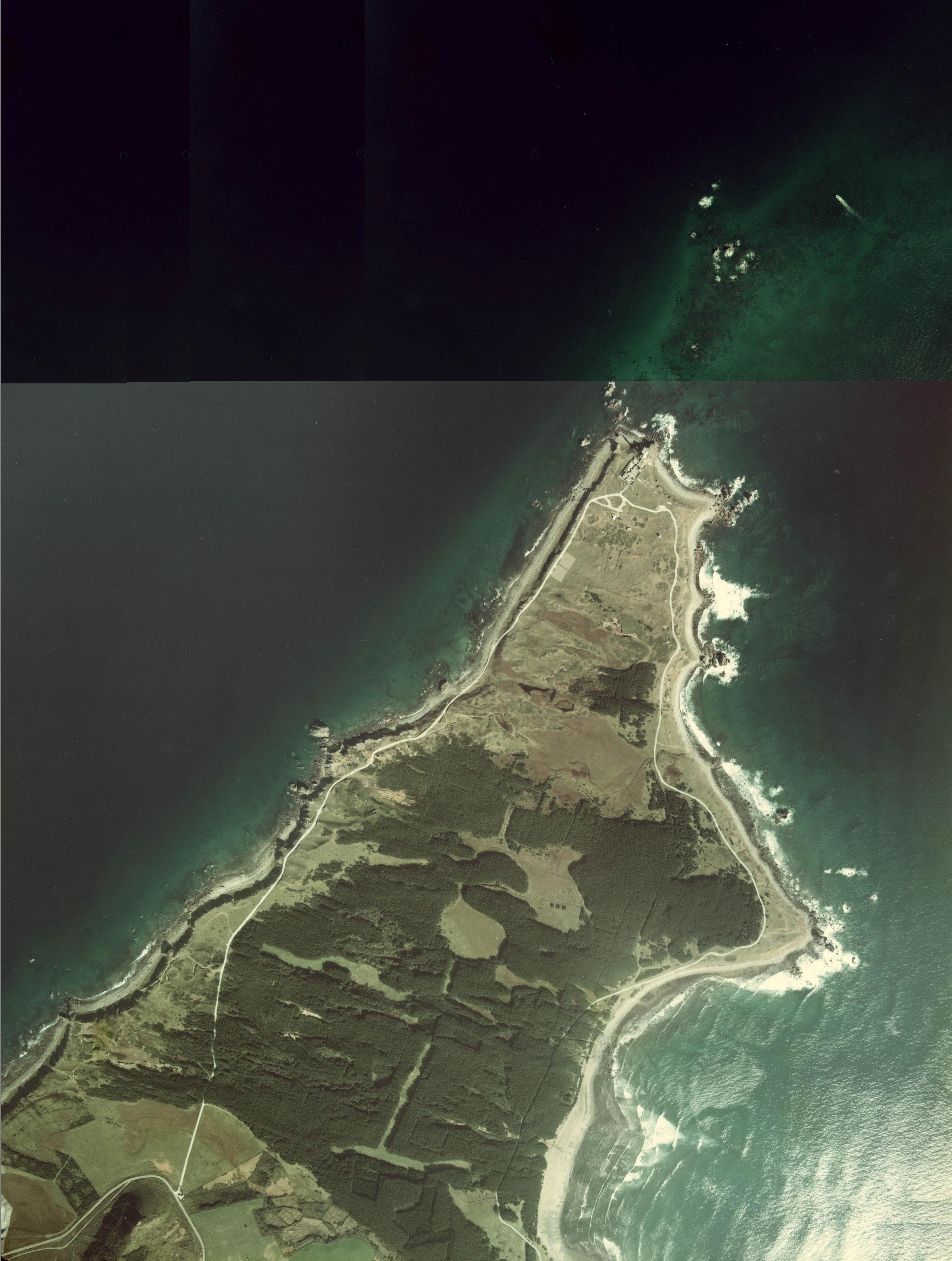

尻屋崎（しりやざき）は、青森県下北郡東通村にある下北半島の北東端をなす岬である。岬の北側は津軽海峡、東側は太平洋。潮の変わり目である。
あたり一帯には寒立馬という馬が放牧されており、観光の要所になっている。下北半島国定公園に指定されている。尻屋崎への道にはゲートが設けられており、夜間と冬期は閉鎖される。

## 歴史
尻屋崎周辺の海域は、津軽海峡から太平洋へと潮の流れが変わりやすく、また濃い霧がよく発生するため、海上交通の難所として古くから恐れられ、江戸時代にはここは避けて、下北半島の物資は専ら西廻り航路（北前船）で日本海経由で運ばれた。太平洋経由の江戸から北上する東廻り航路は江戸中期にようやく八戸までの交通が確保されたにすぎなかった。蝦夷地の本格的な開発は、この海域をはじめとする、安全な航路と海洋技術の開発を待たねばならなかった。
明治9年に尻屋埼灯台ができたが、明治16年から25年の間には16件の海難事故があった。また、ロシア帝国との戦争が予期されていた世情から、津軽海峡を封鎖されたら陸奥湾の湾口を押さえられ艦隊が行動できなくなるという観点もあった。
1941年12月8日、海軍省は防禦海面令に基づき尻屋崎と北海道のアヨロ鼻を結ぶ線以西を津軽海峡方面防禦海面に指定した。

## 尻屋埼灯台

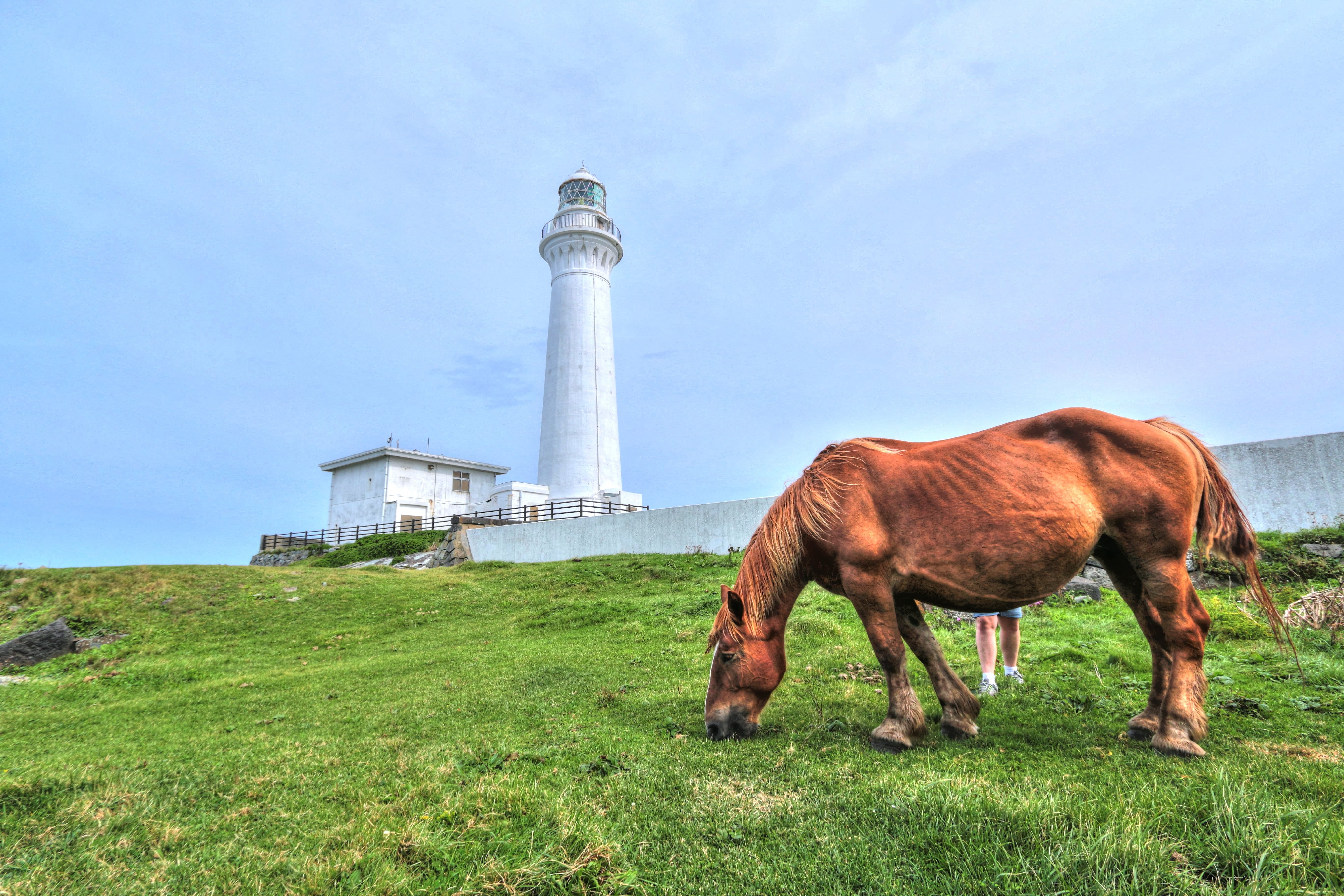
尻屋埼灯台と寒立馬

尻屋崎には国内最大級の光度、53万カンデラを誇る尻屋埼灯台がある。

## 地質
尻屋崎には、先第三系堆積岩類として尻屋崎層群が分布する。尻屋崎層群は、スレート・チャート・石灰岩・砂岩・緑色岩とこれらが混在した、いわゆるメランジ等からなる。緑色岩にははっきりしないが枕状溶岩の特徴がみられる。